# Diego Mune
Diego Muné ist ein argentinischer Gitarrist und Komponist von Filmmusik.
Diego Muné gab Konzerte außer in Argentinien auch in Frankreich, der Schweiz, Tschechien, Österreich, Deutschland, und Großbritannien.
Neben mehr als fünfhundert CD-Produktionen und diversen interdisziplinären Projekten widmet sich Diego Muné der Filmmusik. Außerdem arbeitete Diego Muné mit dem CNRCNR Pisa, zusammen.